# Confignon
Confignon est une commune suisse du canton de Genève.

## Géographie

### Situation
La commune de Confignon s'étend sur 2,77 km2. 43,3 % de cette superficie correspond à des surfaces d'habitat ou d'infrastructure, 47,3 % à des surfaces agricoles, 8,4 % à des surfaces boisées et 1,1 % à des surfaces improductives.
La commune comprend la localité de Cressy. Elle est limitrophe de Onex, Plan-les-Ouates, Perly-Certoux et Bernex.
À la suite de l'acceptation du déclassement d'une zone agricole en votation populaire, un nouveau quartier à cheval sur les communes de Confignon et Plan-les-ouates doit voir le jour. Le quartier dans son ensemble prévoit 3700 logements et 2500 emplois.

### Hydrographie
Confignon est traversée par l'Aire.

## Histoire
En 1905, le curé de Confignon fait creuser autour de son église et découvre dans une boite en fer le récit de la vie de Richard de Confignon dicté à un prêtre accompagné de recommandations à son héritier âgé alors de 6 ans. Son manuscrit a été étudié par le docteur en histoire médiévale Henri Alfray qui en écrit une histoire romancée.
Avec le traité de Turin de 1816, Confignon est rattachée au canton de Genève en même temps que les autres communes réunies cédées à Genève par la France, et fait partie de la commune de Bernex-Onex-Confignon. Onex et Confignon se séparent de Bernex en 1850, et Confignon se séparera ensuite d'Onex, devenant une commune indépendante en 1851.
La commune célèbre le Feuillu, une fête printanière.
En 1884, lors de la construction de la route reliant Confignon à Lully, une trentaine de sépultures formant une nécropole romaine et entourée de poteries est découverte, sous les vignes qui font l'angle entre la rampe de Chavant et le chemin du Vignoble. La nécropole est dite « des Boules » (pour Bouleau), régulièrement des morceaux de tuile, de marbre, de céramique et de mosaïque y apparaissent, le chemin Sur-Beauvent étant également compris dans la zone.
L'église de Confignon se trouve sur un lieu sacré d'origine celte, pour cette raison elle ne figure pas au centre du village, qui serait le chemin de Vuillonnex.

## Population et société

### Gentilé et surnom
Les habitants de la commune se nomment les Confignonnais.
Ils sont surnommés les Lézards.

### Écoles
La commune de Confignon compte sur son territoire trois écoles publiques et une école privée. Deux écoles primaires, l'école de Confignon et l'école de Cressy et le Cycle d'orientation du Vuillonnex,. L'école privée est l'école Rudolph Steiner de Genève.

### Démographie
La commune compte 4 552 habitants au 31 décembre 2023 pour une densité de population de 1 643 hab/km2. Sur la période 2010-2023, sa population a augmenté de 8,7 % (canton : 14,6 % ; Suisse : 9,4 %).  

## Politique

### Administration
Le Conseil administratif est composé de trois membres élus directement et séparément[pas clair] par le corps électoral au scrutin majoritaire. Les trois élus se répartissent les dicastères pour la législature de cinq ans. Le maire est élu[Par qui ?] chaque année selon un principe de rotation parmi les trois membres de l'exécutif. L'exécutif de la commune, entré en fonction le 1er juin 2025, se compose de la façon suivante :
| Identité            | Étiquette | Étiquette        | Fonction (Période 2025-2026) | Dicastères                                                                                            |
| ------------------- | --------- | ---------------- | ---------------------------- | --- |
| Frédéric Reverchon  |           | Demain Confignon | Conseillé administratif      | Aménagement, Mobilité, Finances, Promotion économique, Numérique, Administration                      |
| Nathalie Von Gunten |           | Le Centre        | Conseillère administrative   | Constructions, Infrastructure travaux, Bâtiments, Espaces publics, Durabilité, Energie, environnement |
| Félicien Mazzola    |           | Voix de Gauche   | Maire                        | Social, Sécurité, Culture, Sport, Logement.                                                           |

Le Conseil municipal est composé de 19 membres élus directement par le corps électoral au scrutin proportionnel tempéré d'un quorum de 7 %. Il est dirigé par un bureau composé d'un président, d'un vice-président et d'un secrétaire. Des commissions, dans lesquelles les partis élus au conseil municipal sont représentés par des commissaires, proportionnellement à leur nombre de sièges en plénière. Pour la législature 2025-2030, les commissions sont les suivantes: Commission administration, finances, économie et numérique (CAFEN), Commission aménagement et mobilité (CAM), Commission espaces publics, nature, énergie et durabilité (CENED), Commission infrastructures et travaux (CIT), Commission sociale et sécurité (CSS) et la Commission sport, art et culture (CSAC).
Lors des élections municipales du 23 mars 2025, le Conseil municipal est représenté de la façon suivante : 
| Parti                                                        | Voix | Suffrages en % | +/-   | Sièges | +/- |
| ------------------------------------------------------------ | ---- | -------------- | ----- | ------ | --- |
| Demain Confignon (DEM)                                       | 542  | 35,55 %        | 1,29  | 7 / 19 | 0   |
| Voix de Gauche (VdG)                                         | 481  | 32,67 %        | 0,03  | 6 / 19 | 0   |
| Le Centre (LC) - Vert'libéraux - Parti libéral-radical (PLR) | 473  | 31,78 %        | 31,78 | 6 / 19 | 6   |

### Liste des maires puis des conseillers administratifs
Entre 1851 et 2003, la commune de Confignon n'avait pas de Conseil administratif mais seulement des maires et des adjoints élus par la population.
| Période                                  | Période     | Identité        | Étiquette | Étiquette | Qualité                                 |
| ---------------------------------------- | ----------- | --------------- | --------- | --------- | --------------------------------------- |
| Les données manquantes sont à compléter. |             |                 |           |           |                                         |
| 1978                                     | 31 mai 1995 | Maurice Berthet |           | PDC       | Maire                                   |
| 1er juin 1995                            | 31 mai 2003 | Gabriel Praz    |           | PDC       | Conseiller administratif de 2003 à 2007 |

Dès 2003, la commune se dote d'un conseil administratif constitué de trois membres.
| Période       | Période     | Identité                      | Étiquette | Étiquette          | Qualité                                    |
| ------------- | ----------- | ----------------------------- | --------- | ------------------ | ------------------------------------------ |
| 1er juin 2003 | 31 mai 2007 | Gabriel Praz                  |           | PDC                | Maire de 1995 à 2003                       |
| 1er juin 2003 | 31 mai 2011 | Alain Dreier                  |           | PLR                | Adjoint de 1999 à 2003                     |
| 1er juin 2003 | 31 mai 2011 | Françoise Joliat              |           | Voix de Gauche     | Adjointe de 1999 à 2003                    |
| 1er juin 2007 | 31 mai 2020 | Dinh Manh Uong                |           | PDC                | Maire en 2016-2017 et 2019-2020            |
| 1er juin 2011 | 31 mai 2020 | Sylvie Jay                    |           | PLR                | Maire en 2015-2016 et 2018-2019            |
| 1er juin 2011 | 31 mai 2025 | Elisabeth Gabus-Thorens       |           | Voix de Gauche     | Maire en 2017-2018, 2020-2021 et 2023-2024 |
| 1er juin 2020 | 31 mai 2025 | Elisabeth Uldry Frossard      |           | Demain Confignon   | Maire en 2021-2022 et 2024-2025            |
| 1er juin 2020 | en cours    | Nathalie von Gunten-Dal Busco |           | PDC puis Le Centre | Maire en 2022-2023                         |
| 1er juin 2025 | en cours    | Félicien Mazzola              |           | Voix de gauche     | Maire en 2025-2026                         |
| 1er juin 2025 | en cours    | Frédéric Reverchon            |           | Demain Confignon   | Conseiller administratif                   |

## Culture et patrimoine

### Héraldique
| Blason | Blasonnement : De sable à la croix d'or. |

### Personnages liés à Confignon
- Jean-Jacques Rousseau arrive à Confignon - alors en Savoie - quelques jours après avoir quitté Genève un dimanche de printemps en 1728 à l'âge de 16 ans. Il sera reçu un soir par le curé Benoît de Pontverre qui l'enverra le lendemain chez Mme de Warens à Annecy.
- Le peintre Édouard Vallet s'installe à Cressy en 1915. Il y décède en 1929 et est enterré au cimetière de Confignon.

## Sports
La commune compte un club de tennis le Tennis Club Confignon.